# エリオット・エンゲル (英米文学者)
エリオット・エンゲル博士 (Dr. Elliot Engel) は、アメリカ合衆国の著作家、作家、学者、講師。

## 人物
インディアナ州出身のエンゲル博士は、現在はノースカロライナ州ローリーに住んでいるが、過去にはカリフォルニア大学ロサンゼルス校（ウッドロー・ウィルソン・フェロー奨学金を得てMAとPhDを取得した母校であり、優秀教員賞 (Outstanding Teacher Award) も受賞した）、ノースカロライナ州立大学、ノースカロライナ大学チャペルヒル校、デューク大学で教鞭を執った。
エンゲルは何冊もの本を書いており、イングランド、日本、トルコ、アメリカ合衆国で出版されている。代表的著作に、彼の有名な講義を集めた『世界でいちばん面白い英米文学講義 (A Dab of Dickens & A Touch of Twain)』 (Simon & Schuster) や、『Pickwick Papers:  An Annotated Bibliography』がある。チャールズ・ディケンズについて講じたエンゲルのミニ・レクチャー・シリーズは、公共放送サービス (PBS) のテレビ局を通して合衆国各地で放送された。
エンゲルが手がけた戯曲は、10年間に4本が実際に上演された。戯曲『The Night Before Christmas Carol』は、俳優デイヴィッド・ツム・ブルンネンが主演した EbzB プロダクションによる上演がアメリカ合衆国とカナダの公共放送テレビで放送されて好評を博し、同じくツム・ブルンネンによる上演が何年間も全国各地で行われた。『The Night Before Christmas Carol』がノースカロライナ州で初演された際には、ジェフリー・ウェスト (Jeffrey West) が主役を務めていた。
エンゲルが書いた記事は、多数の新聞や、『ニューズウィーク』をはじめとする全国規模の雑誌に掲載されてきた。彼は、合衆国の各地のみならず、ほとんどの大陸で講演を行なっている。彼は現在も、教育や講演活動を続けている。
エンゲルの研究の中心が、ディケンズの研究であることは広く認められているが、その成果に対してノースカロライナ州の成人教育賞 (North Carolina's Adult Education Award)、ノースカロライナ州のアラムナイ・プロフェッサーシップ (North Carolina State's Alumni Professorship)、ヴィクトリア協会功労賞 (the Victorian Society's Award of Merit) が授与されてきた。2009年には、学術研究の業績とディケンズの普及への功績によって、イングランドのロイヤル・ソサエティ・オブ・アーツの会員に選ばれた。
2014年、エンゲルは、ローリーの新聞『The News & Observer』によって、「今週のタール・ヒール」に指名されたが、これは30年間にわたり人文学に関する公開講座を行なってきたことや高校生を対象とした州や全国規模の文学コンテストを運営し続けてきたことを讃えてのことであった。1980年以降、エンゲル博士は、ノースカロライナ州ディケンズ・フェローシップ (the Dickens Fellowship of North Carolina) の会長を務めており、この世界的なクラブのネットワークにおいて最大規模の支部を代表している。エンゲル博士の本、CD、DVDなどの売り上げは、グレート・オーモンド・ストリート病院への資金集めに回されているが、この病院は、1852年にディケンズが設立を支援した子ども病院 (the Hospital for Sick Children) の後身である。